# Try a Little Tenderness (Tyree Glenn)
Try a Little Tenderness è un album discografico del trombonista e vibrafonista jazz statunitense Tyree Glenn (l'album è a nome Tyree Glenn with Strings), pubblicato dalla casa discografica Roulette Records nell'agosto del 1959.

## Tracce

### LP
Lato A
1. I've Grown Accustomed to Her Face (da My Fair Lady, 1956) – 2:44 (Alan Jay Lerner, Frederick Loewe)
2. It's the Talk of the Town – 3:24 (Marty Symes, Al J. Neiburg, Jerry Livingston)
3. How Long Has This Been Going On? – 2:10 (Ira Gershwin, George Gershwin)
4. It's Easy to Remember – 2:35 (Lorenz Hart, Richard Rodgers)
5. The Song Is You – 2:43 (Oscar Hammerstein II, Jerome Kern)
6. As Time Goes By – 3:40 (Herman Hupfeld)

Lato B
1. Lover Man (Oh, Where Can You Be?) – 3:17 (Jimmy Davis, Roger "Ram" Ramirez, James Sherman)
2. That's All – 3:19 (Bob Haymes, Alan Brandt)
3. When I Fall in Love – 2:37 (Edward Heyman, Victor Young)
4. Crazy She Calls Me – 3:38 (Bob Russell, Carl Sigman)
5. I Got It Bad (da "Jump for Joy", 1941) – 3:35 (Paul Francis Webster, Duke Ellington)
6. Try a Little Tenderness – 2:03 (Harry MacGregor Woods, Jimmy Campbell, Reg Connelly)

## Musicisti
- Tyree Glenn – trombone, vibrafono
- Rudy Traylor - conduttore orchestra
- Rudy Traylor's Orchestra – componenti dell'orchestra non accreditati
- Don Redman – arrangiamento (brani: The Song Is You / As Time Goes By / When I Fall in Love / Try a Little Tenderness)
- Phil Strassberg – note retrocopertina album originale [3]